# Light the Universe
Light the Universe – singiel zespołu Helloween wydany w roku 2006, dwudziesty szósty w działalności tego zespołu. Promuje on płytę Gambling with the Devil wydaną rok później. Tytułowa piosenka została wykonana przez Andiego Derisa oraz Candice Night – wokalistkę zespołu Blackmore’s Night.

## Lista utworów
1. Light The Universe 5:01 (Deris)
2. If I Could Fly (Live from Sao Paulo) 4:07 (Deris)
3. Revolution 5:06 (Grosskopf) – tylko w wersji europejskiej
4. Light The Universe (Andi Deris Version) 5:01 (Deris) – tylko w wersji japońskiej, Andi Deris śpiewa solo
5. Light The Universe (Video) 4:52 (Deris)

## Skład
- Andi Deris – wokal
- Michael Weikath – gitara
- Markus Grosskopf – bass
- Sascha Gerstner – gitara
- Dani Loeble – perkusja

gościnnie:
- Jorn Ellebrock – klawisze